# دریاچه ایسیق‌کول
ایسیق‌کول (به قرقیزی: Ысык-Көл، ىسىق كۅل) دریاچه‌ای است در شمال کوه‌های تیان‌شان در کشور قرقیزستان.
این دریاچه مهم‌ترین دریاچهٔ کوهستانی منطقهٔ ترکستان و کشورقرقیزستان است و یکی از بزرگ‌ترین دریاچه‌های کوهستانی و شیرین جهان است. این دریاچه در ۱٬۶۰۸ متری سطح دریا و نزدیک به شهر ایسی کول واقع شده‌است. آب بیش از ۵۰ رودخانه مانند رودخانه‌های جرگان، توپ، رود چو، قارکول جوکا، برسکائون، آق‌سو و قوی‌سو به آن می‌ریزد.
ایسیق‌کول در زبان قرقیزی به معنای «دریاچه گرم» است.

## نام
نام دریاچه در آثار مؤلفان اسلامی به گونه‌های مختلف آمده‌است. قدامه بن جعفر به دریاچه و اطراف آن اشاره کرده‌است. در حدود العالم نام دریاچه به صورت ایسکوک، ایسیکوک و اسکول آمده‌است. در مجمل التواریخ این نام به صورت سکوک ذکر شده‌است. گردیزی صاحب کتاب معروف زین الاخبار نام آن را ایسیغ کول نوشته‌است. ابن عربشاه در شرح لشکرکشی تیمور آن را اِسی‌کول و شرف الدین، آن را اِسی‌کول و آسی‌کول نامیده‌اند. میرزا محمد حیدر در تاریخ رشیدی نام دریاچه را ایسیغ کول نامیده‌است. ابولغازی بهادر خان چنین آورده‌است که در روزگار او این دریاچه را ایسیغ‌کول نامیده‌اند.

## تاریخ
مهم‌ترین منطقهٔ بازرگانی کنار این دریاچه «برسخان» نام داشته‌است. محتمل است این نام شکلی از نام رود برسکائون باشد که آب آن به دریاچه می‌ریزد. گردیزی داستانی در مورد برسخان دارد. وی می‌نویسد که اصل برسخان از عجم و پارس بوده‌است و سبب آن است که چون اسکندر بر داریوش پیروز شد و ایرانشهر بگرفت، از مردمان عجم که مردمی با رأی و تدبیر و شجاع و عالم و دوربین و هوشیار بودند، بیمناک شد. پس از هر ولایتی یک یا دو تن را به صورت گروگان با خود به سوی ترکستان برد. و از آنجا قصد ختن کرد تا به جائی رسید که امروز برسخان است. پس اسکندر خود به چین رفت. بزرگان ایران، کارگران، درودگران و نقاشان آوردند و آنجا شهرهایی ساختند شبیه به شهرهای پارس و آن را پارسخان یعنی امیر پارس خواندند. ابوریحان بیرونی این نام را به صورت پرسخان آورده‌است. قدامه بن جعفر این منطقه کنار دریاچه را نوشجان آورده‌است که شامل چهار شهر بزرگ و ۵ شهر کوچک بوده‌است. یاقوت حموی آن را نوشجان علیا و دارای ۴ شهر بزرگ نوشته‌است. گردیزی از شهری بنام یار یاد می‌کند که فاصلهٔ برسخان تا آن ۱۲ فرسنگ است. وی در ادامه می‌نویسد که از برسخان ۶ هزار مرد بیرون آید. بنابه نوشته گردیزی در حاشیهٔ ایسیغ‌کول از برسخان تا شهر تونگ سه روز راه است. بارتولد شرق‌شناس شهیر روسی معتقد است که میان برسخان تا تونگ، چادرهای کوچندگان چگل وجود داشت. گردیزی ضمن اشاره به همین منطقه می‌نویسد که اندر حوالی ایسیغ‌کول چگلیان نشینند. در حدودالعالم از شهر اسکول در مرز میان محل استقرار دو طایفهٔ چگل و خلج یاد شده‌است.
قدامه بن جعفر مردم این ناحیه را مجوس یا زرتشتی و زندیق یا مانوی نامیده‌است. یاقوت نیز آن را بر همین آئین‌ها خوانده‌است.